# 2010 RX30
2010 RX30 – mała planetoida z grupy Atena, odkryta 5 września 2010 r. w ramach programu Catalina Sky Survey. Asteroida należy do obiektów NEO. Nie ma ona jeszcze nazwy własnej ani numeru, a jedynie oznaczenie prowizoryczne.

## Orbita
Planetoida obiega Słońce w ciągu ok. 277 dni po orbicie, która przecina ekliptykę bardzo blisko orbity Ziemi. Najmniejsza jej odległość od Ziemi może wynieść 0,00096 jednostki astronomicznej, czyli ok. 143 tys. km.
W dniu 8 września 2010 r. planetoida przeleciała w pobliżu Ziemi i Księżyca, przez co było możliwe jej odkrycie, pomimo rozmiaru szacowanego zaledwie na 10–20 metrów. Najbliżej Ziemi planetoida znalazła się o godz. 11:51 czasu polskiego (09:51 GMT), a odległość od powierzchni Ziemi wyniosła wtedy ok. 248 tys. km.